# Ал Палу-Фрондинер (Болцано)
Ал Палу-Фрондинер (итал. Al Palù -  ) је насеље у Италији у округу Болцано, региону Трентино-Јужни Тирол.
Према процени из 2011. у насељу је живело 25 становника. Насеље се налази на надморској висини од 1044 м.